# Aage Vogelius
Carl Michael Aage Vogelius (født 3. maj 1890 i Frederikshavn, død 12. marts 1971) var en dansk redaktør, avisudgiver og direktør for Frederikshavns Avis. I 1917 overtog han redaktørposten hos Frederikshavns Avis efter sin far Rudolf Vogelius, i 1928 blev han dets udgiver og i 1948 blev han dets direktør i forbindelse med avisens omdannelse til aktieselskab. 
Aage Vogelius havde dermed ansvaret for avisen, da dens trykkeri den 27. marts 1945 blev udsat for tysk schalburgtage, formentligt som hævn for danske modstandsfolks sabotage mod den tyske besættelsesmagt. Trykkeriet blev bombet og fuldstændigt ødelagt, men var på gaden samme dag med hjælp fra Aalborg Stiftstidende. Knap tre måneder senere fik avisen stablet et midlertidigt trykkeri på benene i Aage Vogelius’ tidligere lejlighed.